# Franz Rummel
Franz Rummel, född 11 januari 1853 i London, död 3 maj 1901 i Berlin, var en tysk pianist. 
Rummel, studerade för Louis Brassin på konservatoriet i Bryssel, där han vann första pris 1872. Han blev så småningom lärare där och senare vid Sternska konservatoriet i Berlin. Från 1876 företog han konsertresor genom Tyskland, Nederländerna, Frankrike, Storbritannien, USA (1878, 1886, 1890, 1898) och Skandinavien (1889, 1895).
Franz Rummel var son till pianisten och kompositören Joseph Rummel, sonson till pianisten och kompositören Christian Rummel, brorson till pianisterna Josephine Rummel och August Rummel och far till pianisten Walter Rummel. Han var svärson till telegrafisten Samuel Morse.